# Grytfästing
Grytfästing eller Ixodes canisuga är en fästingart som beskrevs av Johnston 1849. I den svenska databasen Dyntaxa används istället namnet Pholeoixodes canisuga. Enligt Catalogue of Life ingår Ixodes canisuga i släktet Ixodes och familjen hårda fästingar, men enligt Dyntaxa är tillhörigheten istället släktet Pholeoixodes och familjen hårda fästingar.
Artens utbredningsområde är Portugal. Arten är reproducerande i Sverige. Inga underarter finns listade i Catalogue of Life.
Svenska namn på 24 arter fästingar fastställdes av Statens Veterinärmedicinska Anstalt, SVA, den 4 september 2017. Ixodes canisuga fick då det svenska namnet grytfästing.